# Барнет Ольга Борисівна
Ольга Борисівна Барнет (3 вересня 1951 — 25 червня 2021) — радянська і російська актриса театру і кіно. Заслужена артистка РРФСР (1991). Народна артистка Російської Федерації (1998).

## Біографія
Ольга Барнет народилася в родині кінорежисера Бориса Барнета та акторки Алли Казанської.
Закінчила Вище Театральне училище імені Б. В. Щукіна в 1972 році (курс Олександра Борисова) і була прийнята в трупу Московського художнього театру, перейшовши після розколу до МХТ імені А. П. Чехова.
Крім МХТ імені А. П. Чехова, грала у виставах театру Олега Табакова.

## Творчість

### Ролі в театрі

#### МХТ імені Чехова
- «Дульсинея Тобоська» — Маска
- «Синій птах» Моріса Метерлінка — Фея
- «Валентин і Валентина» — Діна, Женя
- «Іванов» А. П. Чехова — Авдотья Назарівна
- «Панове Головльови» М. Є. Салтикова-Щедріна — Любинька
- «Мідна бабуся» — Карамзіна
- «Кабала святош» М. О. Булгакова — Ріваль
- «Яма» О. І. Купріна — Ровинська
- «Лихо з розуму» О. С. Грибоєдова — Графиня-онука
- «Московський хор» — Люба
- «Три сестри» А. П. Чехова — Ольга
- «Мішин ювілей» — Мері
- «І світло у пітьмі світить» Л. М. Толстого — Каховська
- «Ю» — Єлизавета Сергіївна
- «Копенгаген» — Маргарет Бор
- «Остання жертва» О. М. Островського — Глафіра Фирсівна
- «Священний вогонь» — Місіс Тебрет
- «Учитель словесності» — Варвара
- «Одруження» М. В. Гоголя — Орина Пантелеймонівна
- «Остання помилка Моцарта» — дружина композитора Сальєрі
- «Так переможемо» (1987) — Гляссер М. І., особистий секретар Леніна у політбюро

#### Московський театр-студія під керівництвом Олега Табакова
- «Дядя Ваня» (Войницька Марія Василівна, вдова таємного радника, мати першої дружини професора)
- «Пригоди» (Дама)
- «Божевільний день, або Одруження Фігаро» (Марселіна, ключниця)

### Фільмографія
- 1972 — Соляріс — мати Кріса
- 1972 — Переклад з англійської — Інга
- 1975 — Час-не-чекає — Дід Мессон
- 1975 — Втеча містера Мак-Кінлі — Кетті Бенсон
- 1981 — Капелюх
- 1981 — Народження бурі
- 1981 — Чорний трикутник — Кет
- 1982 — Казки старого Арбата
- 1989 — Зима в раю — мати Каті
- 1992 — Три серпневі дні
- 1992 — Гладіатор за наймом — Клавдіївна
- 2002 — Невдача Пуаро (телесеріал) — місіс Феррар

## Визнання і нагороди
- Народна артистка Російської Федерації (23 жовтня 1998 року)[6]
- Заслужена артистка РРФСР (17 червня 1991 року)[7]